# Supermodel

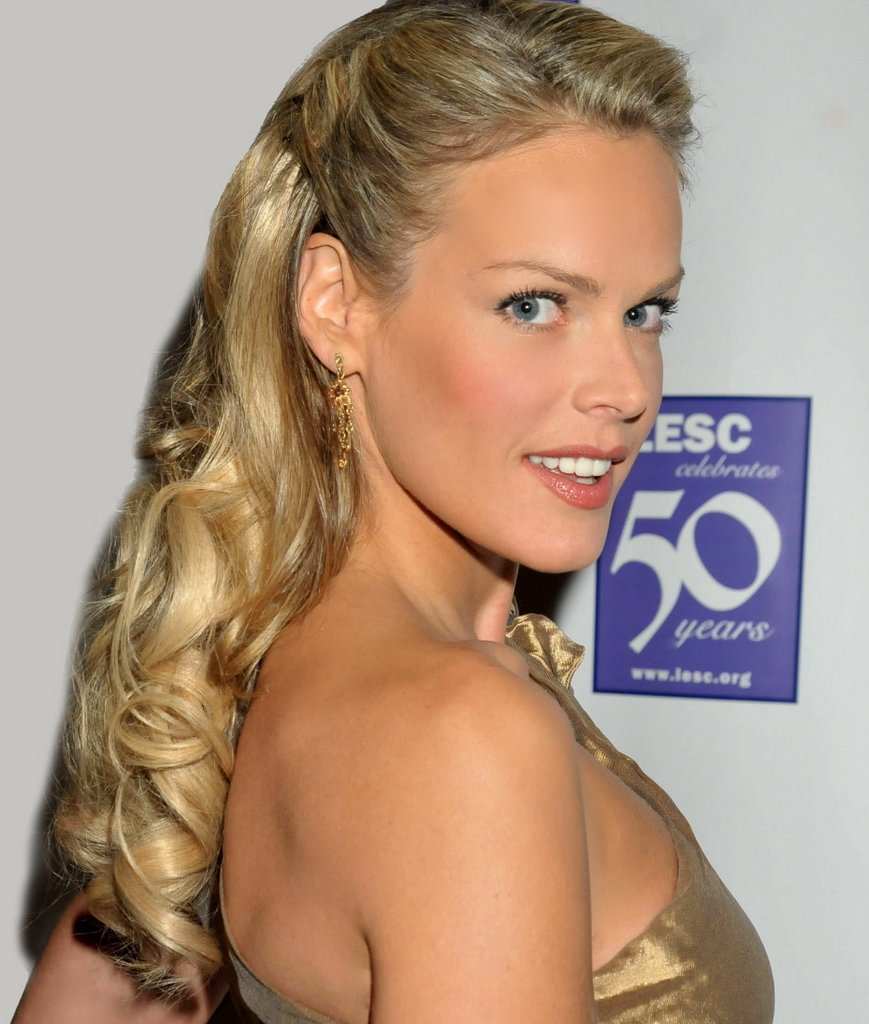
Heidi Albertsen

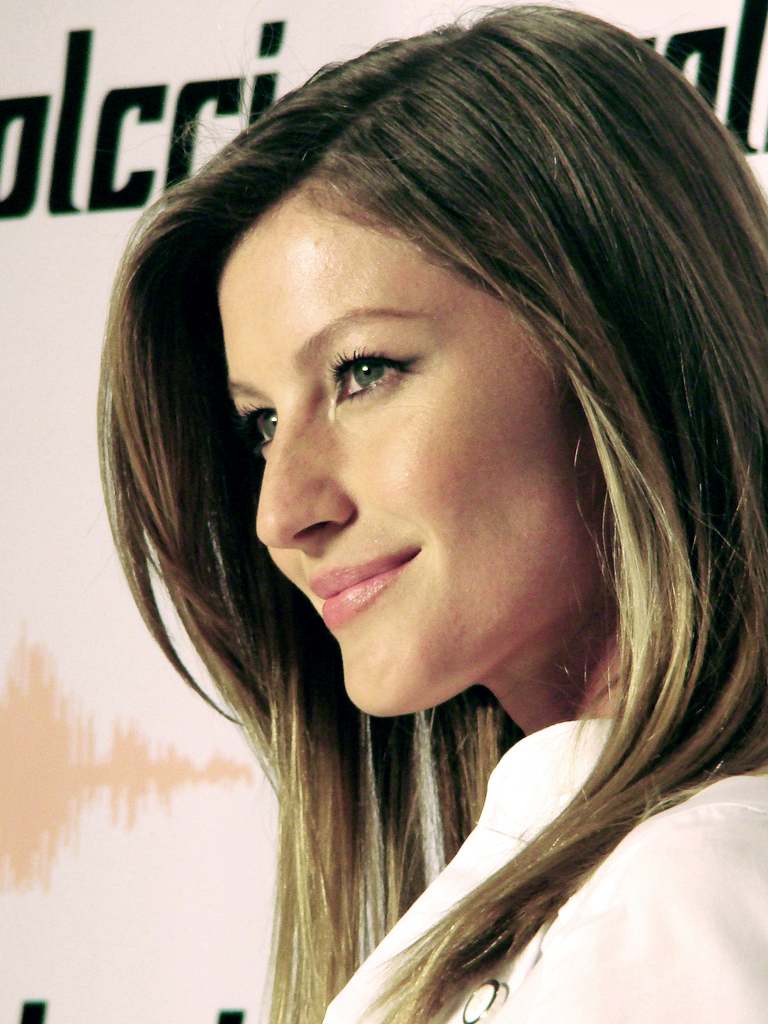
Gisele Bündchen

Een supermodel is een doorgaans uitzonderlijk goed betaald model, dat bij het grote publiek een zekere naamsbekendheid geniet door zijn of haar werk voor prestigieuze merken zoals mode- en/of cosmeticahuizen en media zoals modetijdschriften. De term supermodel (op zijn Engels uitgesproken) kent echter geen vaste definitie. De term wordt meestal gebruikt voor vrouwelijke modellen, waarmee het begon, maar de term wordt ook gebruikt voor mannelijke modellen.
Veel supermodellen werken, zeker in het begin van hun carrière, voor bekende modeontwerpers en kledingmerken.

## Kenmerken van een supermodel
De term supermodel is door de media gecreëerd, er zijn geen vastomlijnde criteria door welke prestatie een model een supermodel genoemd wordt. Echter, de Elite-modellen die supermodellen genoemd worden, delen vaak dezelfde karakteristieken. Deze topmodellen zijn consistent bezig met hun werk en hebben vaak constant werk bij grote merken zoals Armani, Chanel, Gucci, Fendi, Christian Dior, Hugo Boss, Prada, Louis Vuitton, Dolce & Gabbana, Burberry, Karl Lagerfeld, Balenciaga, L'Oréal, Victoria's Secret, Valentino, Versace en Hermès.

## Kruisbestuiving
Een aantal (voormalige) supermodellen is erin geslaagd zich beroepsmatig te verbreden en ook activiteiten buiten het modellenwerk te verrichten. Heidi Klum werd gevraagd een manzieke versie van zichzelf te spelen in een paar afleveringen van de sitcom Spin City. Voormalig supermodel Tyra Banks is later onder meer actrice en tv-presentatrice geworden. Een overstap naar acteerwerk blijft echter vaak bij een enkele glimprol, omdat voor een complete doorstart een voldoende geschoold acteertalent benodigd is, waarbij de positie van (beginnend) actrice voor een gearriveerd model financieel minder interessant lijkt.
Omgekeerd worden tegenwoordig geregeld steracteurs gevraagd voor modellenwerk, ook als gezicht van prestigieuze campagnes, zoals Jonathan Rhys Meyers voor Hugo Boss, Jude Law en Robert Pattinson bij Christian Dior, Ryan Reynolds en Matthew Fox voor andere grote modemerken.

## Namen
Enkele bekende supermodellen zijn (alfabetisch gesorteerd op voornaam):

### Mannen
- Baptiste Giabiconi
- Lars Burmeister
- Marcus Schenkenberg

### Vrouwen
- Adriana Lima
- Alessandra Ambrosio
- Carmen Kass
- Candice Swanepoel
- Christie Brinkley
- Cindy Crawford
- Claudia Schiffer
- Daphne Deckers
- Doutzen Kroes
- Elle Macpherson
- Eva Herzigová
- Frederique van der Wal
- Gemma Ward
- Gisele Bündchen
- Helena Christensen
- Iman Abdulmajid
- Ingrid Seynhaeve
- Irina Shayk
- Kendall Jenner
- Gigi Hadid
- Bella Hadid
- Jourdan Dunn
- Karen Mulder
- Karolína Kurková
- Kate Moss
- Lara Stone
- Linda Evangelista
- Milla Jovovich
- Miranda Kerr
- Naomi Campbell
- Nina Agdal
- Rebecca Romijn
- Rosie Huntington-Whiteley
- Tatiana Sorokko